# Campeonato Mundial de Atletismo Sub-20 de 2021 - 3000 m masculino
A prova dos 3000 metros masculino do Campeonato Mundial de Atletismo Sub-20 de 2021 ocorreu no dia 18 de agosto de 2021 no Centro Esportivo Internacional Moi, em Nairóbi, no Quênia. 

## Recordes
Antes desta competição, os recordes mundiais e do campeonato nesta prova eram os seguintes:
|       | Nome           | Nacionalidade | Tempo       | Local          | Data                 |
| ----- | -------------- | ------------- | ----------- | -------------- | -------------------- |
| WU20R | Yomif Kejelcha | Etiópia       | 7:28.19     | Paris          | 27 de agosto de 2016 |
| CR    | Evento novo    | Evento novo   | Evento novo | Evento novo    | Evento novo          |
| WU20L | Tadese Worku   | Etiópia       | 7:34.75     | Székesfehérvár | 6 de julho de 2021   |

Os seguintes recordes mundiais ou do campeonato foram estabelecidos durante esta competição: 
| Data         | Evento | Nome         | Nacionalidade | Tempo   | Notas                 |
| ------------ | ------ | ------------ | ------------- | ------- | --------------------- |
| 18 de agosto | Final  | Tadese Worku | Etiópia       | 7:42.09 | Recorde do campeonato |

## Medalhistas
| Ouro               | Prata               | Bronze              |
| Tadese Worku (ETH) | Ali Abdilmana (ETH) | Habtom Samuel (ERI) |

## Cronograma
Todos os horários são locais (UTC+3).  
| Data         | Hora  | Evento |
| ------------ | ----- | ------ |
| 18 de agosto | 17:45 | Final  |

## Resultado final
A prova final foi realizada no dia 18 de agosto às 17:50. 
| Posição           | Atleta                | Nacionalidade              | Tempo   | Notas                 |
| ----------------- | --------------------- | -------------------------- | ------- | --------------------- |
| Medalha de ouro   | Tadese Worku          | Etiópia                    | 7:42.09 | Recorde do campeonato |
| Medalha de prata  | Ali Abdilmana         | Etiópia                    | 7:44.55 | Recorde pessoal       |
| Medalha de bronze | Habtom Samuel         | Eritreia                   | 7:52.69 | Recorde pessoal       |
| 4                 | Merhawi Mebrahtu      | Eritreia                   | 7:55.50 | Recorde pessoal       |
| 5                 | Lionel Nihimbazwe     | Burundi                    | 8:04.07 | Recorde pessoal       |
| 6                 | Dismas Yeko           | Uganda                     | 8:08.76 |                       |
| 7                 | Daniel Kinyanjui      | Quénia                     | 8:09.40 |                       |
| 8                 | Dan Kibet             | Uganda                     | 8:09.98 |                       |
| 9                 | Benard Kibet Yegon    | Quénia                     | 8:12.96 |                       |
| 10                | Yassine Laarj         | Marrocos                   | 8:27.59 |                       |
| 11                | Jason Bowers          | África do Sul              | 8:30.76 |                       |
| 12                | Devrim Kazan          | Turquia                    | 8:52.01 |                       |
| 13                | Vid Botolin           | Eslovénia                  | 9:10.10 |                       |
| 14                | Ajit Yadav            | Nepal                      | 9:15.27 | Recorde da temporada  |
| 15                | Abdifatah Aden Hassan | Somália                    | DNF     |                       |
| 16                | Joseph Loboi Morris   | Time de Atletas Refugiados | DSQ     | TR17.3.2              |

Legenda
| Recorde mundial       | Recorde mundial (World record)               |                       | Recorde africano                      | Recorde africano (African) |                                           | Q | Classificado por posição (Qualified) |
| Recorde do campeonato | Recorde do campeonato (Championship record)  | Recorde da América    | Recorde da América (Americas)         | q                          | Classificado por melhor tempo (Qualified) |   |                                      |
| Melhor marca do ano   | Melhor marca do ano (World leading)          | Recorde asiático      | Recorde asiático (Asian)              | DNS                        | Não largou (Did not start)                |   |                                      |
| Recorde nacional      | Recorde nacional (National record)           | Recorde europeu       | Recorde europeu (European)            | DNF                        | Não terminou (Did not finish)             |   |                                      |
| Recorde pessoal       | Recorde pessoal do atleta (Personal best)    | Recorde da Oceania    | Recorde da Oceania (Oceania)          | DSQ / DQ                   | Desclassificado (Disqualified)            |   |                                      |
| Recorde da temporada  | Recorde da temporada do atleta (Season best) | Recorde sul-americano | Recorde sul-americano (South America) | NM                         | Sem marca (No mark)                       |   |                                      |